# Columniferae
Columniferae is een beschrijvende plantennaam, voor een orde van tweezaadlobbige planten: de naam betekent "zuildragende planten", naar de zuil van samengegroeide meeldraden. Het Wettstein-systeem gebruikte deze naam voor een orde met de volgende samenstelling:
- orde Columniferae
  - familie Bombacaceae
  - familie Elaeocarpaceae
  - familie Malvaceae
  - familie Sterculiaceae
  - familie Tiliaceae

Dit komt dus overeen met de orde Malvales volgens Cronquist, en bijna met de familie Malvaceae volgens APG.